# Casa, Capela e Sobrado da Fazenda Acauã
O conjunto arquitetônico composto pela Casa, Capela e Sobrado da Fazenda Acauã é um patrimônio de influência portuguesa e de importância histórica e cultural situada na zona rural de Aparecida, Paraíba, tombado pelo Instituto do Patrimônio Artístico Nacional (IPHAN) como patrimônio cultural no ano de 1967, como também pelo Instituto do Patrimônio Histórico e Artístico do Estado da Paraíba (Iphaep).
Durante seus mais de 300 anos de existência, o conjunto composto por três edificações foi sede da fazenda de mesmo nome, palco de diversas revoluções, ao mesmo tempo em que abrigou ilustres residentes que ajudaram a manter o local de pé, preservando a sua beleza edificada em estilo barroco.

## Descrição
Localizado às margens do Rio Piranhas e da ferrovia que liga a Paraíba ao Ceará, o principal acesso ao sítio histórico dá-se por meio da sede municipal, a cidade de Aparecida, em uma estrada de barro com aproximadamente dois quilômetros de extensão.
O conjunto da Fazenda Acauã (Acauhan, em escrita da época) é formado por uma capela dedicada à Imaculada Conceição, construída em estilo Barroco, além de um sobrado, casa-grande e casarios.

## História

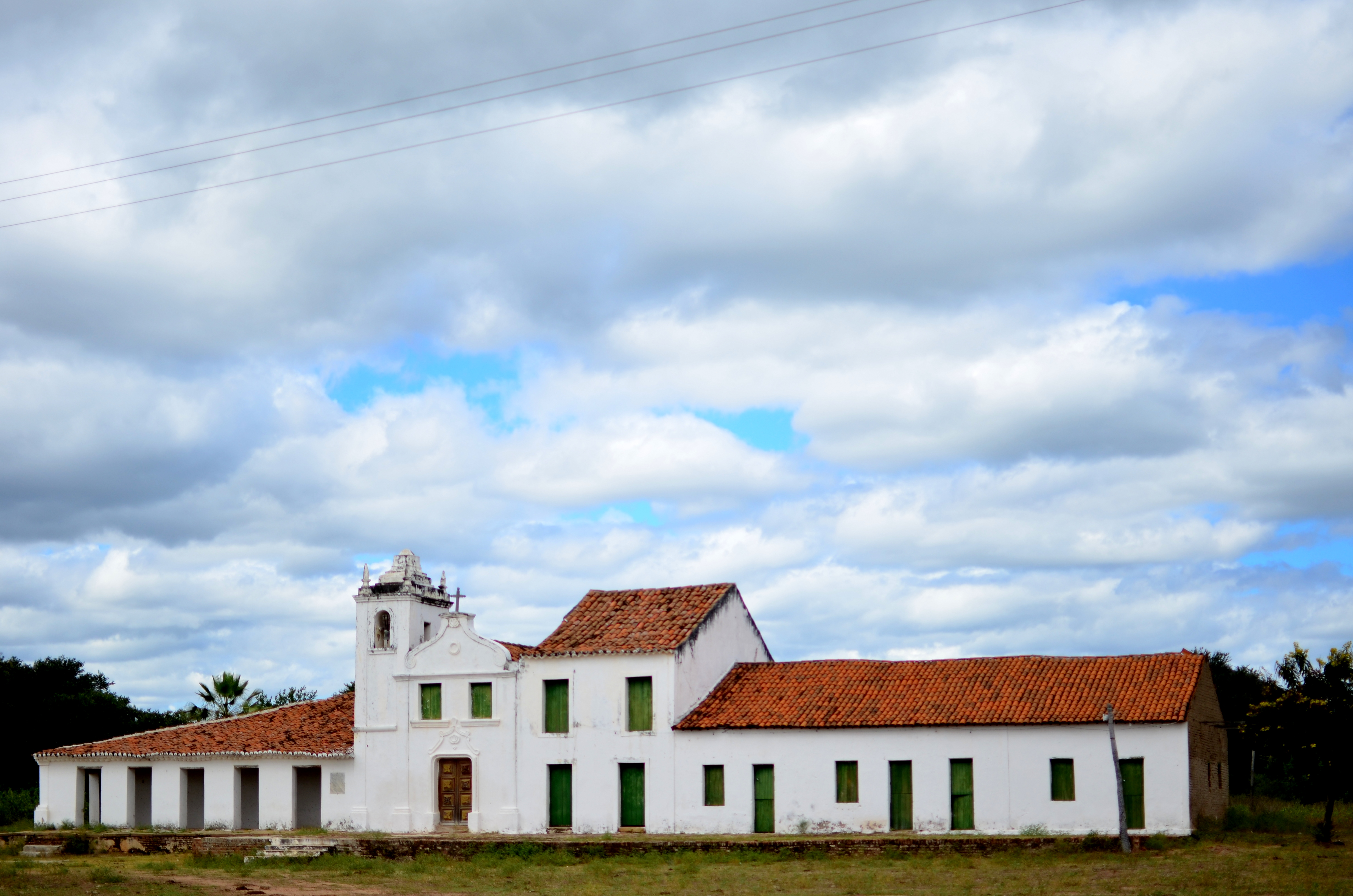
Edificações vistas de frente.

A Fazenda Acauã é a mais antiga fazenda de criação de gado e plantio de algodão no sertão da Paraíba, sendo uma das mais antigas do Nordeste do Brasil, tendo sua construção sido liberada pela corte portuguesa para aos descendentes da Casa da Torre de Garcia d'Ávila no ano de 1757, marcando a dominação dos indígenas da tribo tapuia na região e consolidando a ocupação do homem branco no alto sertão da Paraíba.
Como propriedade do padre Luiz José Correia de Sá, que participou da Revolução Pernambucana de 1817, a Fazenda Acauã serviu de base para encontros entre os revolucionários da Confederação do Equador, em 1824, inclusive tendo abrigado Frei Caneca.
Na década de 1930, Acauã foi comprada pelo então presidente da província da Paraíba, João Suassuna, pai do escritor Ariano Suassuna, que viveu parte de sua infância no local e que considerava "sua terra no sertão", tendo registrado em suas obras as lembranças da época em que lá vivera.
Entre as décadas de 1930 a 1950, a Fazenda pertenceu a um engenheiro nascido nos Estados Unidos e naturalizado brasileiro, tendo ele implantado uma série de inovações, que alcançaram um certo desenvolvimento econômico e político da fazenda, resultando com o alcance da localidade por meio de uma via férrea interligada com a Rede de Viação Cearense.
A Fazenda foi tombada no ano de 1967, vindo a entrar em decadência e tornar-se um latifúndio improdutivo, onde parte foi desapropriada pelo governo da Paraíba para fins de restauração e implantação de um complexo cultural e outra parte ocupada por trabalhadores rurais sem terra a fim de regularização e reforma agrária, no ano de 1995.

## Cenário

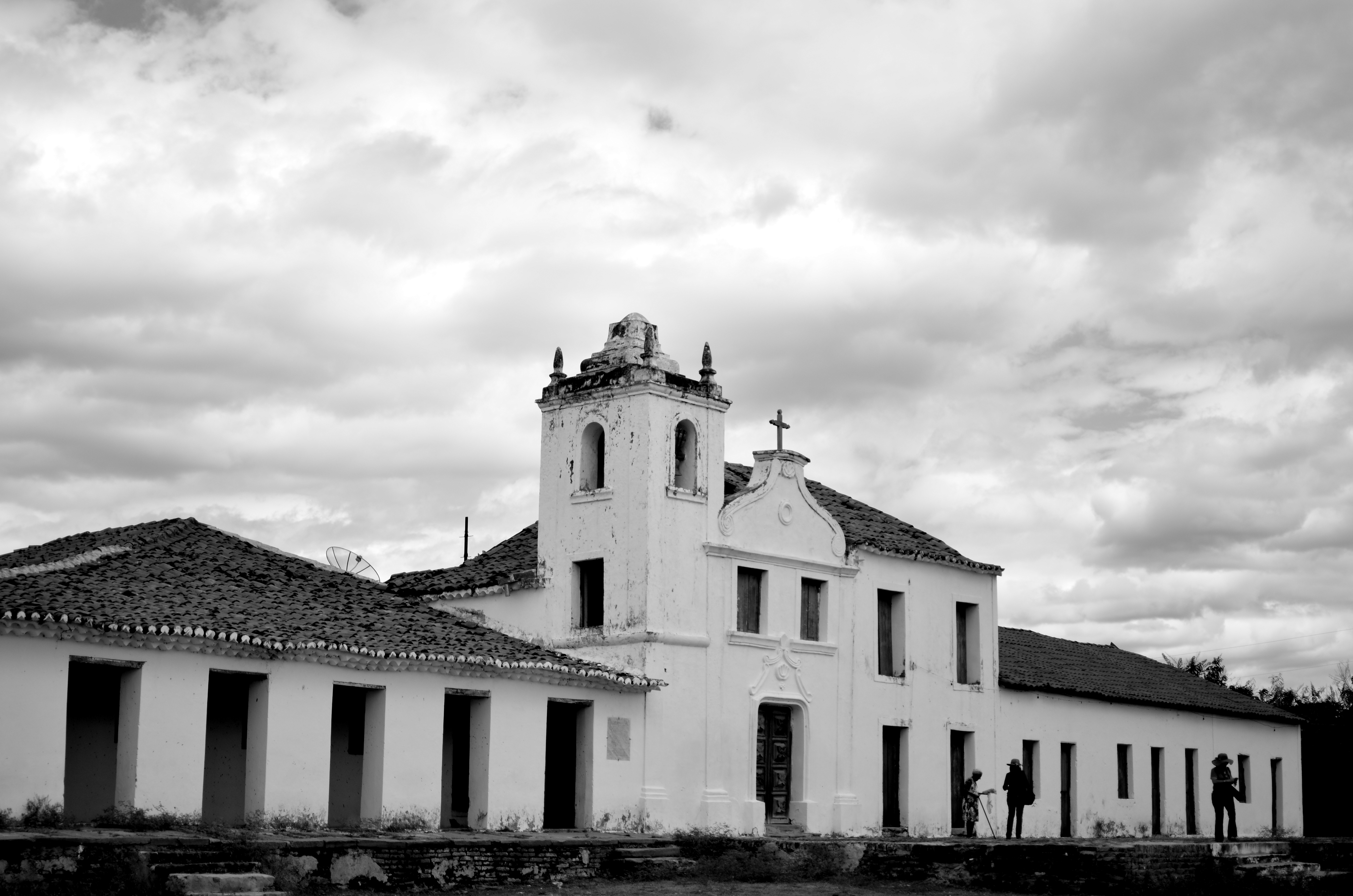
Detalhes das edificações.

Ao longo dos últimos anos, Acauã tem servido de cenário para alguns filmes, séries e documentários, tais como:
- “O País de São Saruê”, de Vladimir de Carvalho (1971);[5]
- “Memória Bendita”, de Laercio Filho (2005);[5]
- “O Apóstolo do Sertão” de Laercio Filho (2008);[5]
- “O Sonho de Inacim” de Eliezer Filho (2009); e[5]
- “Antoninha” de Laercio Filho (2011).[5]